# Luís Miguel Muñoz Cárdaba

Wappen von Luis Miguel Muñoz Cárdaba.

Luís Miguel Muñoz Cárdaba (* 25. August 1965 in Vallelado, Provinz Segovia, Spanien) ist ein spanischer Geistlicher, Erzbischof und Diplomat des Heiligen Stuhls.

## Leben
Luís Miguel Muñoz Cárdaba empfing am 28. Juni 1992 die Priesterweihe für das Erzbistum Toledo.
Er erwarb nach weiteren Studien Abschlüsse in Kanonischem und bürgerlichem Recht. Zum 1. April 2001 trat er in den Diplomatischen Dienst des Heiligen Stuhls ein und war in den folgenden Jahren in den Nuntiaturen in Griechenland, Mexiko, Belgien, Italien, Australien, Frankreich und der Türkei tätig.
Papst Franziskus ernannte ihn am 31. März 2020 zum Titularerzbischof pro hac vice von Nasai und zum Apostolischen Nuntius im Sudan und in Eritrea. Kardinalstaatssekretär Pietro Parolin spendete ihm am 25. Juli desselben Jahres die Bischofsweihe. Mitkonsekratoren waren der Erzbischof von Toledo, Francisco Cerro Chaves, und Kurienerzbischof Paul Gallagher.
Am 23. Januar 2024 ernannte ihn Papst Franziskus zum Apostolischen Nuntius in Mosambik.